# Otto Schoch
Otto Schoch (Herisau, 1º dicembre 1934 – Herisau, 5 luglio 2013) è stato un avvocato e politico svizzero.

## Biografia
Figlio di Dagobert Otto Schoch, avvocato, e di Susanna Luise Seeger. Nel 1959 sposò Sylvia Hausmann, figlia di Arthur Hausmann, farmacista. Fu maggiore nell'esercito e membro dell'associazione studentesca Zofingia, e dopo gli studi di diritto all'Università di Zurigo e il dottorato conseguito nel 1959, nel 1970 fu cofondatore e socio dello studio legale sangallese Schoch, Auer & Partner.
Membro del Partito Liberale Radicale, fu deputato al Gran Consiglio di Appenzello Esterno dal 1969 al 1978, Consigliere agli Stati dal 1983 al 1997, e Presidente dello stesso nel 1995-1996. Come Consigliere, fu Presidente della commissione della politica di sicurezza, impegnandosi per la revisione della legge sull'assicurazione malattia.
Dal 1998 al 2005 fu ombudsman della Radiotelevisione svizzera di lingua tedesca. Dal 1998 al 2008 presiedette il consiglio della Fondazione ombudsman delle banche svizzere e dal 1999-2005 fu presidente del consiglio della Fondazione umanitaria della Croce Rossa svizzera.